# Carsidara africana
Carsidara africana är en insektsart som beskrevs av Jennifer L. Hollis 1987. Carsidara africana ingår i släktet Carsidara och familjen Carsidaridae. Inga underarter finns listade i Catalogue of Life.